# Aroldo Ruschioni
Aroldo Ruschioni (Macerata, 1932) è un giocatore di snooker, schermidore, tennistavolista e nuotatore italiano.
Prese parte a quattro edizioni dei giochi paralimpici estivi (Roma 1960, Tōkyō 1964, Tel Aviv 1968 e Heidelberg 1972), salendo sei volte sul podio.

## Biografia
Operaio elettromeccanico tornitore nell'azienda di famiglia, si infortunò poco più che ventenne cadendo in un pozzo mentre stava installando una pompa idraulica. La frattura ad una vertebra gli comportò la lesione del midollo spinale, costringendolo ad usare la sedia a rotelle.
Nel 1957, all'età di 25 anni, iniziò a fare riabilitazione presso il Centro Paraplegici di Ostia, iniziando a praticare la pallacanestro, la scherma e il tennis tavolo. Nel 1958 partecipò per la prima volta ai Giochi internazionali di Stoke Mandeville.
Nel 1960 Ruschioni venne selezionato nel gruppo di 65 atleti italiani che parteciparono alle Paralimpiadi estive di Roma, dove vinse le prime tre medaglie nel doppio di tennis tavolo (oro), nella sciabola a squadre (argento) e nei 50 m dorso (bronzo). Ai giochi di Tokyo 1964 non ottenne risultati da podio, mentre vinse due bronzi nello snooker e nel tennis tavolo ai giochi di Tel Aviv 1968 e un bronzo nel biliardo a Heidelberg 1972.
Nella cerimonia d'inaugurazione dei IX Giochi paralimpici invernali di Torino 2006 fu l'ultimo tedoforo e accese il braciere olimpico insieme a Silvia Battaglia.

## Palmares
| Medaglia | Evento          | Disciplina   | Evento                                              |
| -------- | --------------- | ------------ | --------------------------------------------------- |
| Oro      | Roma 1960       | Tennistavolo | Doppio maschile - classe C (con Franco Rossi)       |
| Argento  | Roma 1960       | Scherma      | Sciabola a squadre maschile (con Ottavio Moscone)   |
| Bronzo   | Roma 1960       | Nuoto        | 50 m dorso maschili - classe 3 completa             |
| Bronzo   | Tel Aviv 1968   | Tennistavolo | Doppio maschile - classe C (con Giovanni Berghella) |
| Bronzo   | Tel Aviv 1968   | Biliardo     | Individuale maschile                                |
| Bronzo   | Heidelberg 1972 | Biliardo     | gara maschile                                       |